# Застава Буркине Фасо
Државну Заставу Буркине Фасо  формирају две једнаке хоризонталне траке црвене (горе) и зелене (доле), са жутом петокраком звездом у средини.Застава је усвојена 4. августа 1984. Застава је обојена у популарне -афричке боје етиопске заставе, одражавајући и раскид са колонијалном прошлошћу земље и њено јединство са другим афричким бившим колонијама.  Црвена такође симболизује револуцију, а зелена обиље пољопривредна и природна богатстава.  Жута звезда постављена преко црвених и зелених пруга је светло водиља револуције.  Застава је усвојена након државног удара 1983. године којим је Томас Санкара дошао на власт. 

## Претходне државне заставе и грбови
Застава Горње Волте

Оригинална застава Горње Волте, усвојена приликом стицања независности, садржавала је три хоризонталне пруге црне, беле и црвене.  Ове боје су представљале три главне притоке реке Волте, која протиче кроз југ кроз Црну Волту, Белу Волту и Црвену Волту.  Идентична је са тробојном заставом коју је користило Немачко царство од 1871. до 1918. Застава је промењена када је Горња Волта постала Буркина Фасо 4. августа 1984. године.
- Застава Горње Волте